# Sphaerodes micropertusa
Sphaerodes micropertusa är en svampart som beskrevs av Y. Horie, Udagawa & P.F. Cannon 1986. Sphaerodes micropertusa ingår i släktet Sphaerodes och familjen Ceratostomataceae.   Inga underarter finns listade i Catalogue of Life.